# Nell O'Day
Nell O'Day (Prairie Hill, Texas, 22 de septiembre de 1909 – Los Ángeles, California, 3 de enero de 1989) fue una experta jinete y actriz cinematográfica de cine de serie B estadounidense, activa en los años 1930 y 1940. 

## Biografía
O'Day consiguió sus primeros papeles en el cine en los años 1920, cuando era aún una adolescente.
Su primer papel protagonista llegó en 1932 cuando rodó Rackety Rax, trabajando junto a Victor McLaglen y Greta Nissen. Desde 1933 a 1940 trabajaría en 19 películas, y solo unas pocas de ellas pertenecían al género western. Sin embargo, a partir de 1941 empezó a interpretar a heroínas de westerns, trabajando a menudo junto a Johnny Mack Brown, Ray Corrigan, Max Terhune, y John 'Dusty' King.
En 1942 fue la heroína de varios episodios de tipo cliffhanger del serial Perils of the Royal Mounted, y en 1943, contratada por Republic Pictures, empezó a protagonizar el serial Three Mesquiteers, en el que trabajó junto a Bob Steele, Tom Tyler y Jimmie Dodd. Su última actuación protagonista llegó en 1943 con el film Boss of the Rawhide, junto a Dave O'Brien. Hizo aún otra actuación, en 1946, en The Story of Kenneth W. Randall M.D., pero a partir de entonces se concentró en la escritura de guiones y de obras de teatro.
Nell O'Day falleció a causa de un infarto agudo de miocardio el 3 de enero de 1989 en Los Ángeles, California.